# Lülsfeld
Lülsfeld es un municipio situado en el distrito de Schweinfurt, en el estado federado de Baviera (Alemania), con una población a finales de 2016 de unos 777 habitantes.
Se encuentra ubicado al noroeste del estado, en la región de Baja Franconia, cerca de la orilla del río Meno —un afluente derecho del Rin— y de la frontera con los estados de Hesse y Turingia.